# Атнашевское сельское поселение
Атнашевское се́льское поселе́ние — муниципальное образование в Канашском районе Чувашии Российской Федерации.
Административный центр — деревня Атнашево.

## История
Статус и границы сельского поселения установлены Законом Чувашской Республики от 24 ноября 2004 года № 37 «Об установлении границ муниципальных образований Чувашской Республики и наделении их статусом городского, сельского поселения, муниципального района и городского округа»

## Население
| 2010  | 2012  | 2013  | 2014  | 2015  | 2016  | 2017  |
| ----- | ----- | ----- | ----- | ----- | ----- | ----- |
| 1220  | ↘1200 | ↘1175 | ↗1184 | ↘1178 | ↘1146 | ↗1147 |
| 2018  | 2019  | 2020  | 2021  |       |       |       |
| ↘1112 | ↘1075 | ↘1065 | ↘1038 |       |       |       |

## Состав сельского поселения
| № | Населённый пункт | Тип населённого пункта          | Население |
| - | ---------------- | ------------------------------- | --------- |
| 1 | Атнашево         | деревня, административный центр | →997      |
| 2 | Калиновка        | деревня                         | →223      |